# Watermelon Man
Watermelon Man è un brano musicale jazz composto dal pianista statunitense Herbie Hancock.
Fu suonato e pubblicato per la prima volta nel 1962 ed era contenuto nell'album Takin' Off. Nel 1963 il brano è stato reso famoso dall'esecuzione di Mongo Santamaría nell'album Watermelon Man! entrata nella Grammy Hall of Fame nel 1998.

## Formazione
- Herbie Hancock - clavinet, piano elettrico, synthesizer
- Freddie Hubbard - tromba
- Dexter Gordon - sassofono tenore
- Butch Warren - contrabbasso
- Billy Higgins - batteria, percussione

## Cover (parziale)
La composizione è stata riproposta in un numero rilevante di cover (148) tra le quali spiccano, oltre alla versione di Mongo Santamaria, quelle realizzate da Woody Herman, Xavier Cugat, Quincy Jones, Maynard Ferguson, Bill Haley, Les McCann, King Curtis, Julie London, Claus Ogerman, Erroll Garner, 	Marty Paich,  e molte altre.